# Jonas Struck

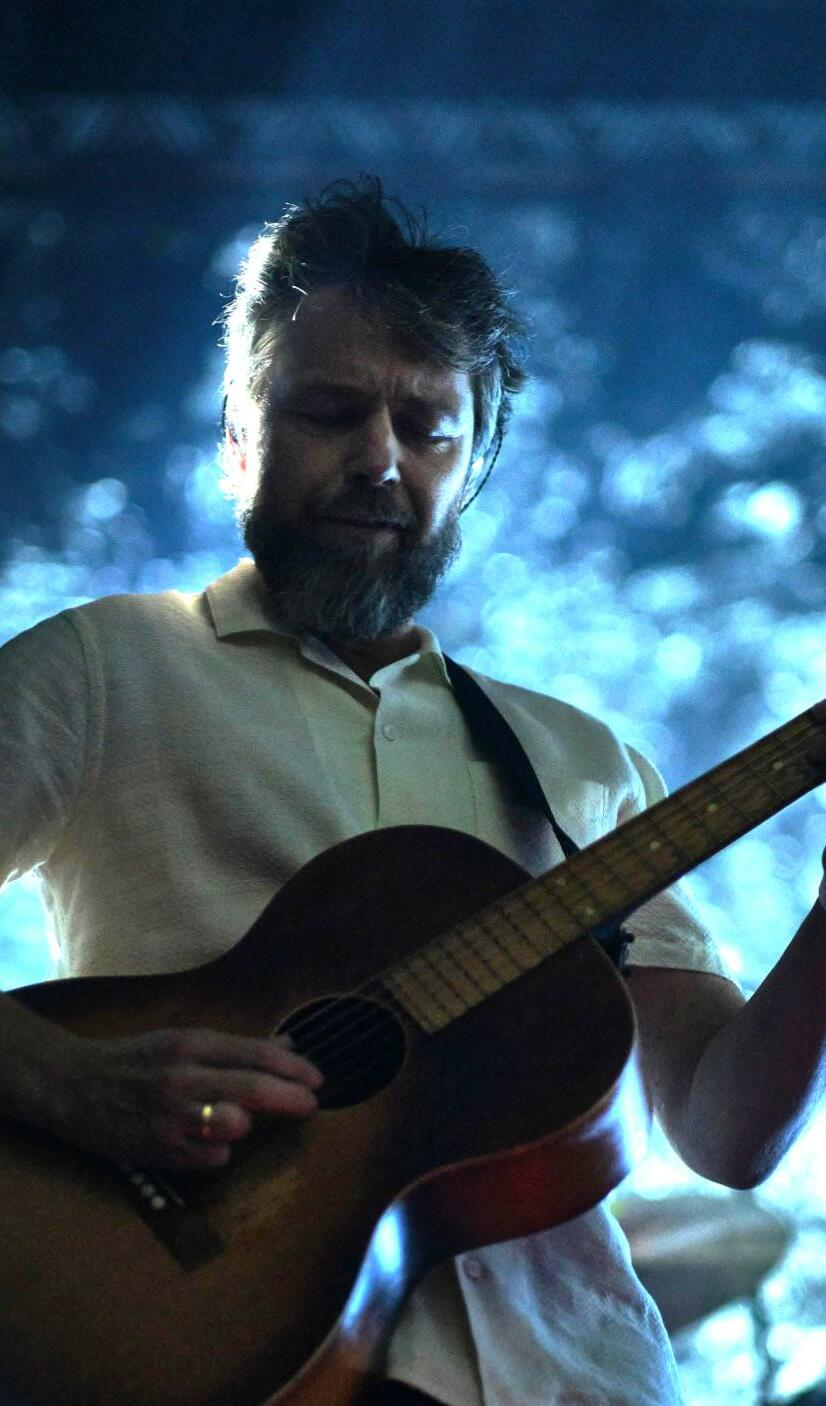
Jonas Struck

Jonas Struck Larsen (* 28. September 1972 in Dänemark) ist ein dänischer Komponist.

## Leben
Jonas Struck absolvierte ein Musikstudium am Königlich Dänischen Musikkonservatorium. Ende der 1990er Jahre gründete er gemeinsam mit Pernille Rosendahl, Tim Christensen und Emil Jørgensen eine Band, die 2001 zu Swan Lee umformiert wurde. Nach mehreren nationalen Erfolgen löste sich die Band im September 2005 auf.
Struck debütierte ein Jahr später mit dem von Ole Christian Madsen inszenierten Drama Endstation Prag als Komponist für einen Langspielfilm und erhielt für seine Leistung gleich den Robert als bester Filmkomponist. Bereits zuvor komponierte er die Musik für einige Dokumentationen. Struck konnte sich als Filmkomponist etablieren und wurde jeweils für Spies & Glistrup, The Idealist – Geheimakte Grönland und QEDA als Bester Komponist für einen Robert nominiert.

## Filmografie (Auswahl)
- 2006: Endstation Prag (Prag)
- 2009: Bobby
- 2011: Superclassico … meine Frau will heiraten! (Superclásico)
- 2013: Spies & Glistrup
- 2015: The Idealist – Geheimakte Grönland (Idealisten)
- 2015: 9. April – Angriff auf Dänemark (9. April)
- 2017: Borg/McEnroe
- 2017: QEDA
- 2024: Apolonia, Apolonia (Dokumentarfilm)